# 新・演歌名曲コレクション8 -冬のペガサス-勝負の花道〜オーケストラ
『新・演歌名曲コレクション8 -冬のペガサス～勝負の花道-』は、氷川きよしのアルバム。日本コロムビアから2018年10月2日に発売された。

## 概要
Aタイプ・初回完全限定スペシャル盤とBタイプ・通常盤の二種リリース。Aタイプには「幻」「冬のペガサス」MVが収録されたDVD付。
Aタイプ・Bタイプそれぞれ、絵柄別のスペシャルステッカーを封入。ジャケット写真及び歌詞ブックレットの写真内容が異なる。

## 収録曲
1. 愛の翼[3:29]
  - 作詩:さいとう大三
  - 作曲:水森英夫
  - 編曲:伊戸のりお
2. お江戸のさのさ[3:55]
  - 作詩:久仁京介
  - 作曲:四方章人
  - 編曲:南郷達也
3. 恋之介旅日記[4:49]
  - 作詩:原文彦
  - 作曲:松原さとし
  - 編曲:伊戸のりお
4. 若松みなとのあばれん坊[4:32]
  - 作詩:原文彦
  - 作曲:宮下健治
  - 編曲:南郷達也
5. 千秋万歳[4:58]
  - 作詩:原文彦
  - 作曲:岡千秋
  - 編曲:丸山雅仁
6. 冬のペガサス[5:35]
  - 作詩:かず翼
  - 作曲:永井龍雲
  - 編曲:宮崎慎二
7. 勝負の花道～オーケストラ [4:05]
  - 作詩:朝倉翔
  - 作曲:四方章人
  - 編曲:伊戸のりお
8. おてもやん [2:40]
  - 熊本県民謡
  - 編曲:伊戸のりお
  - 江利チエミの歌唱バージョンを参考。
9. 襟裳岬 [4:25]
  - 作詩:岡本おさみ
  - 作曲:吉田拓郎
  - 編曲:矢田部正
  - 森進一のカバー曲。
10. 風雪ながれ旅 [4:31]
  - 作詩:星野哲郎
  - 作曲:船村徹
  - 編曲:矢田部正
  - 北島三郎のカバー曲。
11. ラヴ・イズ・オーヴァー [4:36]
  - 作詩・作曲:伊藤薫
  - 編曲:矢田部正
  - 欧陽菲菲のカバー曲。
12. 恋人よ [4:03]
  - 作詩・作曲:五輪真弓
  - 編曲:伊戸のりお
  - 五輪真弓のカバー曲。
13. ヨイトマケの唄 [5:55] 
  - 作詩・作曲:美輪明宏
  - 編曲:伊戸のりお
  - 美輪明宏のカバー曲。
14. 銀座ロマンス [4:43] (ボーナストラック)
  - 作詩:かず翼
  - 作曲:平義隆
  - 編曲:内田敏夫